# Freeheld
Freeheld és una pel·lícula dramàtica estatunidenca estrenada el 16 de desembre de 2015, dirigida per Peter Sollett i escrita per Ron Nyswaner. Els protagonistes són Julianne Moore, Ellen Page, Steve Carrell, Luke Grimes i Michael Shannon. Va començar la seva filmació a l'octubre de 2014 a Nova York. Està basada en el curtmetratge documental del mateix nom sobre la lluita de l'oficial de policia Laurel Hester contra el comtat Ocean, New Jersey, per permetre la transferència dels seus beneficis de pensió a la seva parella sentimental, després de ser diagnosticada amb càncer terminal. La pel·lícula inclou la cançó «Hands of Love» de la cantant Miley Cyrus com a primer senzill de la banda sonora. Ha estat doblada al català.

## Argument
La pel·lícula està basada en una història veritable de Laurel Hester (Moore), una agent de policia al Comtat Ocean, Nova Jersey. Seguint el seu diagnòstic de càncer terminal el 2005, Hester va apel·lar repetidament a la Junta del Comtat en un intent d'assegurar els seus beneficis de pensió que podrien ser transferits a la seva parella sentimental, Stacie Andree (Page).

## Repartiment
- Julianne Moore com a Laurel Hester, una agent de policia de Nova Jersey que és diagnosticada amb càncer terminal.[2]
- Ellen Page com a Stacie Andree, una mecànica i la parella de Hester.[2]
- Steve Carrell com a Steven Goldstein, fundador i president de Garden State Equality.
- Luke Grimes com a Todd Belkin, col·lega gai de Hester.
- Michael Shannon com a Dane Wells, policia de suport de Hester.[2]

## Producció
El guionista Ron Nyswaner va anunciar la seva intenció d'escriure el 2010 una adaptació del curtmetratge Freeheld (2007) de Cynthia Wade, un curtmetratge sobre una agent de policia de Jersey: Laurel Hester, la persona que va lluitar en contra la junta de propietaris absoluts escollits del Comtat Ocean de New Jersey per transferir els seus beneficis de pensió a la seva parella, Stacie Andree, després de ser diagnosticada amb càncer terminal. En aquest moment, Ellen Page havia ja acceptat el paper protagonista d'Andree; ella va declarar el 2014 que havia estat involucrada en el desenvolupament del projecte durant gairebé sis anys. Catharine Hardwicke va ser contractada per al projecte com a directora novella, en desenvolupament de la pel·lícula, però més tard es va retirar. Un poc després el finançament de la pel·lícula va ser assegurat l'agost de 2012, Peter Sollett va ser assignat per a reemplaçar a Hardwicke com a director. Julianne Moore es va unir al repartiment com a Hester, al febrer de 2014. Zach Galifianakis es va unir al repartiment com a Steven Goldstein, el fundador i president de Garden State Equality, però més tard va ser reemplaçat per Steve Carrell.
Encara que la pel·lícula es basa en Nova Jersey, està sent filmada a Nova York a causa dels incentius fiscals més generosos per a cineastes. La filmació va començar a l'octubre de 2014 a Queens.
A finals d'octubre, una escena que, com se suposava va ser filmada a l'institut Salesian, una escola de joves catòlics, a Nova Rochelle, (Nova York). Va haver de ser traslladada després que el director de l'escola va invertir la seva decisió de permetre a l'equip de rodar al campus de l'escola. Una altra escena, en la qual Hester menteix en una cambra d'Hospital, va ser filmada en el centre municipal de Greenburgh, Nova York, mentre que la sala de sessions de la ciutat North Hempstead, Nova York, va substituir Ocean.

### Estrena
Al febrer de 2015, Lionsgate Films es va encarregar dels drets de distribució per a la pel·lícula. Va tenir una estrena limitada el 2 d'octubre, posteriorment va tenir una àmplia estrena el 16 d'octubre.

## Recepció
La pel·lícula es va estrenar al Festival Internacional de Cinema de Toronto, on va rebre crítiques favorables. David Rooney de The Hollywood Reporter, va escriure: "Un commovedor treball de Julianne Moore i Ellen Page en els seus papers protagonistes proveeixen una mica de suc emocional, però la interpretació més convincent és la de Michael Shannon en un paper secundari clau. D'altra banda, aquesta és una pel·lícula que s'adhereix a les expectatives a cada pas del camí. La pel·lícula fa exactament el que es proposa, el que deixarà a moltes audiències satisfetes. és un noble drama lacrimogen. Però sembla legítim esperar una mica menys pedestre del director Peter Sollett, qui va dotar de més cor i caràcter íntim a 'Camí a casa' o 'Nick i Norah, una nit d'amor i música'. La interpretació de Moore és commovedora però la punyent trajectòria sembla una repetició d'una cosa que ja hem vist d'ella recentment en una versió superior. El únic error en el repartiment és el ridícul i exhibicionista nombre de Steve Carell com l'excèntric activista LGTB. "
Nigel M. Smith de The Guardian, va escriure: "Una pel·lícula que hauria de ser urgent i filla del seu temps, però en lloc d'això resulta tòpica i avorrida a causa de la direcció poc professional de Sollet."
Justin Chang de Variety, va escriure: "Malgrat una creïble i emotiva història d'amor a través de les sòlides interpretacions de Julianne Moore i Ellen Page, la pel·lícula de Peter Sollett és un vehicle inspiracional autocomplaent i opresivamente respectable".
Steve Pond de The Wrap, va ser més favorables cap a la pel·lícula: "Un intent honorable i emotiu. No és una gran pel·lícula, però és una gran història explicada amb afecte i cor".
Rodrigo Perez d'Indiewire, va escriure: "Moore és, naturalment, el millor de la pel·lícula, però com a 'Still Alice', és l'única llum en una història bastant tòpica".